# Мевлеві
Мевлеві — суфійський тарикат, заснований в XIII столітті в Туреччині. В його основі лежить вчення і культ перського поета і містика маулана Джалал ад-Діна Румі. У мевлеві особливе значення надається музиці, співу і танцям під час радіння (сема) і колективного зікру, звідси воно відоме як «братство кружляючих дервішів».
Центром мевлеві служить мавзолей Румі в місті Конья (Туреччина). Творцем мевлеві був син Румі Султан Веледа (1226—1312), який написав твори «рубаб-нама» («Книга рубаб») і «Ішк-нама» («Книга любові») про кохання містика до Бога, що лягли в основу вчення. Глава мевлеві, що походить від старшого сина Султан Веледа Улу Аріфа Челебі (1272—1320), призначав челебі — керівників обителей (ханака), нижче яких в ієрархії мевлеві стояли дервіші, прийняті в братство після 1000-денного випробування, нижче їх — послушники муриди.